# 伊藤定良
伊藤 定良（いとう さだよし、1942年（昭和17年）3月10日 - ）は、日本の西洋史学者。専門は近代ヨーロッパ史、ドイツ近現代史。青山学院大学・第16代学長。青山学院大学名誉教授。

## 経歴
1942年、宮城県生まれ。東京都立三鷹高等学校卒、1966年、東京大学文学部西洋史学科を卒業。東京大学大学院人文科学研究科に進み、1972年に博士課程単位取得満期退学。
その後は、日本大学文理学部専任講師に就いた。1977年、同助教授。1978年、青山学院大学文学部助教授となった。1987年、教授。2004年から2007年まで文学部長。
2007年12月から2011年12月、青山学院大学・第16代学長。青山学院理事。2012年に青山学院大学を定年退任し、名誉教授となった。

## 著書

### 単著
- 『異郷と故郷：ドイツ帝国主義とルール・ポーランド人』東京大学出版会＜新しい世界史8＞、1987年。　ISBN 978-4-13-025072-6
  - 『異郷と故郷：近代ドイツとルール・ポーランド人』（改訂新版）有志舎、2020年。ISBN 978-4-908672-40-8
- 『ドイツの長い一九世紀：ドイツ人・ポーランド人・ユダヤ人』青木書店〈シリーズ民族を問う〉、2002年。ISBN 978-4-250-20229-2
- 『近代ドイツの歴史とナショナリズム・マイノリティ』有志舎、2017年。ISBN 978-4-908672-13-2
- 『第一次世界大戦への道とドイツ帝国』有志舎、2023年。ISBN 978-4-908672-67-5

### 共編著
- 増谷英樹共 編『越境する文化と国民統合』東京大学出版会、1998年。ISBN 978-4-13-021063-8
- 平田雅博共 編『近代ヨーロッパを読み解く：帝国・国民国家・地域』ミネルヴァ書房〈Minerva西洋史ライブラリー〉、2008年。ISBN 978-4-623-05100-7
- 伊集院立共著 編『国民国家と市民社会』有志舎〈21世紀歴史学の創造・1巻〉、2012年。ISBN 978-4-903426-56-3

## 参考
- [ISBN　978-4-250-20229-2]
- 『現代日本人名録』2002年